# 진부 나들목
진부 나들목(Jinbu IC)은 강원특별자치도 평창군 진부면 상진부리에 설치된 영동고속도로의 35번 교차로이다. 나들목 진출입로는 진부면 하진부리와 접하고 있다. 진부면으로 진출할 수 있다. 나들목의 명칭은 진부면에서 따온 것이며 진부령과는 관계없다.

## 연혁
- 1975년 10월 14일 : 영동고속도로 새말 ~ 강릉 구간 개통에 따라 상진부 교차로라는 이름의 평면 교차로로 영업 개시[2]
- 1999년 7월 15일 : 새말 요금소 ~ 월정 요금소 구간이 왕복 4차선으로 확장 개통되면서 나들목을 이전 및 진부 나들목으로 명칭 변경, 나들목에 요금소를 설치하고 통행료 징수 개시[3]

## 구조물 정보
- 위치: 강원특별자치도 평창군 진부면 상진부리
- 영업소: 강원특별자치도 평창군 진부면 까치골길 43-8
- 한국도로공사 대관령지사: 강원특별자치도 평창군 진부면 진부중앙로 203-5

## 접속하는 도로
- 진부중앙로 (구 국도 제6호선)
- 경강로 (국도 제6호선, 국도 제59호선)

## 교통량 정보
| 요금소        | 통행량 (대/일) | 통행량 (대/일) | 통행량 (대/일) | 통행량 (대/일) | 통행량 (대/일) | 통행량 (대/일) | 통행량 (대/일) | 통행량 (대/일) | 통행량 (대/일) | 통행량 (대/일) | 각주  |
| 요금소        | 2001년         | 2002년         | 2003년         | 2004년         | 2005년         | 2006년         | 2007년         | 2008년         | 2009년         | 2010년         | 각주  |
| ------------- | -------------- | -------------- | -------------- | -------------- | -------------- | -------------- | -------------- | -------------- | -------------- | -------------- | ----- |
| 진부 (폐쇄식) | 3,044          | 2,528          | 2,680          | 2,576          | 2,555          | 2,567          | 2,850          | 2,642          | 2,649          | 2,640          | [ 4 ] |
| 요금소        | 2011년         | 2012년         | 2013년         | 2014년         | 2015년         | 2016년         | 2017년         | 2018년         | 2019년         |                | [ 4 ] |
| 진부 (폐쇄식) | 2,606          | 2,739          | 2,925          | 2,998          | 3,174          | 3,239          | 3,538          | 3,246          | 3,019          |                | [ 4 ] |